# Kala Nera
Kala Nera (griechisch Καλά Νερά (n. pl.) ‚Gute Wasser‘) ist ein Dorf des Gemeindebezirks Milies der Gemeinde Notio Pilio in der griechischen Region Thessalien. Das Dorf liegt auf der Pilio-Halbinsel am  Pagasitischen Golf, rund 220 Kilometer südlich von Thessaloniki und rund 320 Kilometer nördlich von Athen. Die nächste größere Stadt ist in 20 Kilometer Entfernung Volos.